# Overflow (scheepvaart)
Een overflow is een scheepsterm waarvan een bepaald vaartuig bij het laden of lossen van stookolie, benzine, kerosine en ander brandstoffen, zijn lading verliest.
Bij het laden of lossen van een tankschip, eerder in- of uitpompen van de brandstof, kan het schip of de aansluitingsarm of -pijp, zijn brandbare lading verliezen en op het schip of in het dok- of rivierwater terecht laten komen, met alle nare gevolgen van dien.
In de petroleumhavens zijn er voorzorgsmaatregelen getroffen om deze euvels te vermijden. Als het tankschip, tijdens het in- of uitpompen van de gasolie, stookolie of andere brandbare stoffen zijn vloeibare lading verliest, overboord of op het schip zelf, dan worden de dokpompen onder water in werking gezet en vormen deze een waaierig en dicht gordijn van luchtbellen aan de oppervlakte. Zodoende kan de overgelopen (overflow) olie, benzine, enz... in de rivier of dok beperkt blijven tot nabij de omgeving van het schip. Met wateroppervlakte-pompen wordt de drijvende olie op het water weggepompt of met detergenten weggespoten en verwijderd. 
De Antwerpse Sleepdienst, alsook de brandweer, heeft waterkanonnen en pompen om met detergenten een overflow in de dokken of sluizen te verwijderen. Niet alleen in de Antwerpse haven, maar bijna overal in de hele wereld zijn deze havenvoorzieningen vertegenwoordigd en aanwezig. 
Een zeeschip of binnenvaart die op de rivier of kanaaldok vaart en olie verliest door een overflow of een niet goed afgesloten olietank, kan een zware boete oplopen en voor de kosten van het verwijderen van hun olie door diverse diensten, laten opdraaien. 
Na het kapseizen van de vlotkraan "Grote Gust" op 9 november 2006 in de Kattendijkdok, legden sleepboten en brandweer een lange drijvende rubber en gordelketen rond het wrak, om de verloren stookolie op te vangen en de olieschade in de dok beperkt te houden. Daarna werd de daarin vertoevende stookolie weggepompt. Dit wordt praktisch altijd zo gedaan bij een langdurige olieverlies van een half gezonken wrak of gezonken schip.
Dit gebeurt dagelijks met het gezonken wrak van de "USS Arizona" in de haven van Pearl Harbor. Dagelijks verliest het voormalige trotse slagschip druppelsgewijs stookolie. De Amerikanen beschouwen de druppels als de 'Tranen van de vele slachtoffers en het schip'.
Het wrak is een oorlogsmonument en men laat het schip liggen zoals het gezonken is. Niettegenstaande legden ze toch zo'n gordelband rondom het oorlogsmonument om verder olievlekken op het water, in de verder gelegen marinehaven te voorkomen.